# 連絡技
連絡技（れんらくわざ）は、柔道において連続して掛ける技である。

## 概要
代表的なもので小内刈から背負投などがある。たとえば、小内刈から背負投の場合、最初の小内で相手のバランスが後ろに崩れた所で背負で担いで投げる、という形になる。軽量級選手の場合、相手のスピードより速くないと勝てない上、速い相手は一つの技を掛けただけでは、素速い動きで逃げ切って投げられないこともあるので、しばしこの連絡技が試合中に見られる。また、投げ技で倒れた相手を抑え込んだり、そこから関節技、絞め技で制していく連絡技もある。